# Břidličná lesy
Břidličná lesy – przystanek kolejowy w Břidličnej pod adresem Lesy 183, w kraju morawsko-śląskim, w Czechach. Znajduje się na wysokości 525 m n.p.m. i leży na linii kolejowej nr 311.